# スタジオカドタ (お笑い芸人)
スタジオカドタ（1985年7月7日 - ）は、日本のお笑い芸人。
大阪府出身。吉本興業所属。

## 略歴・人物
- 大阪学院大学高等学校卒業[6]。
- 東京NSC13期生[3][7]。
- 血液型はA型[8]。
- 三人兄妹の長男として生まれるが、小学校高学年の頃に父親が家を飛び出して家族が離散し、16歳頃から母親以外とはほぼ連絡を取っていないという[9]。
- 父親の失踪後はホストクラブの寮に住み、高校時代からホストとして働いていた[9]。大阪の店でNo.1ホストだった経歴もある[3]。NSCには20歳で入り、ホストとしては23～24歳頃まで働いていた[10]。
- DB芸人の一員で「セル」物真似芸人としても活動している[5]。
- 料理が得意で、吉本の社員食堂でのアルバイト経験もある[1]。GuuGooチャンネルでは10時間配信の際にDB芸人達に自作のラーメンを振る舞った。2020年12月から「カドタ飯」でエビチリ等披露している他、『まろに☆え〜るTV超』ではオリジナルの餃子やキャンプ飯を作った。
- 麻雀においては2019年のグッドプレイヤーズクラブ著名人リーグと麻雀オクタゴン著名人リーグの2リーグ優勝する腕前で、自称「令和元年一番強い麻雀芸人」[11]。
- 文章を読むのを非常に苦手としており、サウンドノベルゲームを敢えて読み間違いだらけでツッコミを受けつつ朗読する「恐怖のサウンドノベル実況」を『ベジータとカイジがレトロゲーム実況』やR藤本のYouTubeチャンネル、ライブなどで披露している。
- ファンからの愛称は「カド兄」で自分もそう名乗っており、R藤本は「オフ会のお兄ちゃん」の感覚だと評している[12]。

## エピソード
- 芸名の由来は「そのときたぶん、スタジオジブリが好きだったから」と語っている。その後、後付けで「スタジオをカドタの空気に変える」という意味にした[13]。
- 中学時代までは比較的ムードメーカー的立場だったが、高校には寝に行っていただけで勉強は全くしなかった。教室では寝袋で寝ており、教師も容認していた[9]。
- ホストクラブでは年上の女性に可愛がられており、ある女性客から「高校は卒業した方がいい」と言われたことが、高校を辞めなかった理由だと言う[9]。
- ホストクラブに入った理由は、子供の頃から芸人を志し、芸人で活かせるスキルを学生時代から身に付ける方法を模索していた時、たまたまホストクラブを紹介していた番組を観た事で「大阪のホストは面白ければNo.1になれる」と考えたため[9]。しかし、芸人になる上でホストの技術はいらなかったと後年になって悟ったと言う[10]。
- 大阪の店でNo.1ホストとなった後は東京にも進出したものの大阪との文化の違いが肌に合わず、東京でも大阪人の集まるホストクラブで働いていた[10]。
- ホスト時代にHEY!HEY!HEY!に出演した事がある[14]。安室奈美恵がHEY!HEY!HEY!出演回数50回突破を祝う為に呼ばれた話題のホストの内の1人。
- インターネット番組『ドラコレ大好き芸人の夜』で、トータルテンボスの大村朋宏、はんにゃの川島章良と共演する。「ドラコレ」と「よしもと芸人」とのコラボで作られた芸人カードの内の1つにスタジオカドタのカード「フォッセカドタ」がある[15][16]。
- 文章を読むのが苦手な一方、理数系は得意であり、『まろに☆え～るTV』で行われたDB芸人学力テストでは国語37点、社会と英語で10点代を取りながらも算数で73点とトップに立ち、理科も57点で盛り返した事で総合ワースト3は免れた[17]。しかし二度目のテストでは算数は38点で、総合得点共々ワースト3だった[18]。
- 朗読したのはいずれもホラーノベルだが、本人はホラーゲーム自体は苦手で、子供の頃に『クロックタワー』をプレイした後は一週間ほど眠れなくなり、夜の犬の散歩も代わってもらっていた[19]。
- R藤本は『サウンドノベルツクール』にてカドタを主人公としたノベルゲーム「カドタたちの夜」を作成し、カドタ本人に朗読させている[20]。しかしやはり正しくは読めず、視聴者に「官能小説」と表されるほどに性的な読み間違いを連発した[20]。

## ドラゴンボール芸人として
- 完全体セルに扮し、お笑いライブなどのイベントに参加したり、『まろに☆え〜るTV』にゲストとして何度も出演するなどで活動している。
- 元々ホストクラブでのハロウィンイベントの際にドラゴンボール好きが高じて毎回DBキャラの仮装をしていたが、ある時にセルの仮装は誰もやっていない事に気付いて自身が衣装を作り、思いのほか良いものが出来たためにそれを着てネタをやった。その際に丁度、当時DB芸人として活動していた盗涙王が居合わせた事ですぐさまR藤本に連絡が行き、次週の『R藤本の水曜はじけてまざれ!』でDB芸人デビューを果たした[13]。
- セルのキャラクターとしての定番の台詞に「おはよう世界の諸君。今からほんのわずかの時間だけ○○（番組名など）におジャマさせてもらうことにした」という原作の台詞を捩ったものがある。また、ロケにおいては様々な人間の細胞を取り込むセルの設定を用い、「私には○○の細胞が入っている」と状況に応じた有名人の名前を挙げる。しかし食レポの話で彦摩呂ときみまろを間違える[21]などでツッコミを受けるのもお約束である。
- 登場時にはセルの独特の足音を「キュピ、キュピ」と自分で発しながら登場する。
- 他にも「ちくしょおおお！」「ぶるああ！」など原作のセルの台詞を幾つも用いる。しかし「ちくしょおおお！」の後は原作でベジータに片腕を吹き飛ばされたシーンを引用して「なんちゃって！」と開き直る事も多い。
- セルの姿の時は本来のスタジオカドタを「第0形態」としている。
- ドラゴンボールのボスキャラに扮したDB芸人の一人として、千葉ドラゴン（魔人ブウ）、BANBANBAN・山本（フリーザ最終形態）、橋山メイデン（ブロリー）と共にDBボスバンド「ワルフルズ」に所属している[22]。元々はカドタ自身がDB芸人バンドをやらないかとR藤本を誘ったのが始まりらしいが、その際は丁重に断られた[22]。

## 朗読
- 当初は『ベジータとカイジがレトロゲーム実況』にゲストとして出演した際、丁度プレイ中だった『学校であった怖い話』を試しに朗読させられたのが始まりである[23]。その結果、原型を留めない滅茶苦茶なストーリーになってしまったことで以来様々なゲームの朗読企画が催された。
- ライブなどでは素の状態で朗読を行なっているが、吉本自宅ゲーム部に出演した際とR藤本のYouTubeチャンネルでは完全体セルの格好になっており、「恐怖に怯え引き攣った人間の顔を見るのが大好き」なセルが「視聴者を恐怖のどん底に叩き落とす」という名目で朗読している。語調や振る舞いも素の時とセルの時で変えている。
- 解像度が荒く一層読み間違えやすいスーパーファミコンのゲームを基本としているが、先輩芸人であるこりゃめでてーなの伊藤こう大のYouTubeチャンネルでは『死印』を朗読しつつ実況プレイを行なっており、PlayStation 4の高画質な画面でも読み間違いを連発している[19]。
- 「発泡」を「げんぱつ」、「西欧」を「しゃーせー」と読むなど、特に漢字が苦手とされ[24]、時には「舞」を「ホテル」、「医」を「非常口のマーク」、「僕」を「マサイ族が槍を持っている姿」と解釈するなど、絵文字として捉える場合もある。また、カタカナも記号として捉えているため苦手[19]。
- 「猫」と「油」、「港」と「巷」、「弾」と「蝉」などと、似た漢字と間違える場合も多く、時には「虎」を「鯱」と読むなど却って難しい漢字で読む事もある。
- レトロゲーム特有の潰れ文字が苦手且つ、文字と背景を重ね合わせて判別するため、文字が背景のグラフィックと被ったり明るい画面で文字の配色と混ざると更に読めなくなる。逆に背景が黒地になったりなどで文字がはっきりと判別できる状態では比較的スムーズに読める。R藤本はこれを「ボーナスタイム」と呼んでいる。また、関西弁の台詞も得意。
  - 背景が動く演出が入ると背景の方に目が行くため、尚更読めない。R藤本はこれを「アクションパート」と呼んでいる。
- 朗読中は前後の文脈を読み取らず、言葉の意味も考慮せずに勢いで読み進める事が多く、文字の判別に困った場合や漢字が解らない時は思いついた単語で強引に読む。結果、性的な言葉や放送禁止用語が飛び出す事もあり、R藤本達に激しいツッコミを受けるのがお約束である。文脈を読まないため一文字判らないだけでも文章が途切れてしまい、前述の傾向が表れる。
- 一文字ずつ予想しながら読んでいる面もあり[25]、苦手なカタカナや漢字が三文字以上続くと判別出来ない事が多く、時には「孫悟空」「デッドバイデイライト」などの馴染み深い単語であっても読めない。
- 改行にも弱く、知っている単語でも行で区切られると読めなくなることが多い。また、同じ単語でもその時々で読めなかったり読み方が変わることがしばしばあり、読めたばかりの単語が直後に判別できなくなっていることもままある。
- 「その中」＝「そのチュン」、「平和な風景」＝「ピンフな風景」、「彼女と対面する」＝「彼女とトイメンする」[26]など、得意の麻雀に因んだ読み方をすることもある。
- 「缶」を「バッジ」、「夏」を「みかん」、「秘密」を「はなぞの」と読んだりなど、漢字を読めた上でその先を深読みして間違えたり、「テーブル」を「ターンテーブル」、「ホッとして」を「ホットラインして」、「不思議な」を「摩訶不思議な」、「影」を「飛影」など、余計な文字を加える場合もある。
- 「大きな」という文字が来ると『大きな栗の木の下で』や『大きな古時計』、「残酷な」という文字では『残酷な天使のテーゼ』などと、文字に釣られて歌い出す場合もある。

### これまで扱った作品

#### ベジータとカイジがレトロゲーム実況
- 学校であった怖い話
- かまいたちの夜
- ざくろの味

#### ライブ
- 弟切草
- 月面のアヌビス[27]

#### DB芸人セル 恐怖の生朗読
- 晦-つきこもり[注 2]
- 夜光虫
- 魔女たちの眠り
- 夜光虫GB
- 学校であった怖い話
- サウンドノベルツクール
  - 夏の樹に棲む妖精（サンプルゲーム）
  - カドタたちの夜（R藤本が自作したオリジナルゲーム）
- 月面のアヌビス
- 琥珀色の遺言～西洋骨牌連続殺人事件～
- かまいたちの夜
- NOSTALGIC TRAIN

## 出演番組

### テレビ
- HEY!HEY!HEY!（フジテレビ系列、2006年5月15日）
- クギづけ 投稿動画ハイスクール（日本テレビ、2009年1月8日）
- なら婚（日本テレビ、2014年8月21日）
- 徳井義実のチャックおろさせて〜や（BSスカパー!、2015年3月28日）
- 勇者ああああ（テレビ東京、2018年2月16日）
- まろに☆え〜るTV超（とちぎテレビ、2020年10月8日初出演 - 複数回出演）

### インターネット番組
- まろに☆え〜るTV-GT（2019年6月24日初出演 - 複数回出演）

#### ニコニコ生放送
過去のレギュラー
- ドラコレ大好き芸人の夜（2013年6月25日 - 2013年9月4日）※隔週で放送。
- よしもと若手麻雀 地下格闘技場[28]（2015年11月20日 - 2016年6月17日）※毎月第3金曜日放送

単発
- R藤本の水曜はじけてまざれ!（2012年1月11日初出演 - 複数回出演）
- おとちぇき!!（2012年3月21日）
- 夜MENウォッチ（2015年2月25日）
- 押忍！浜鰤麻雀部（2015年5月14日）
- 新生紀ドラゴゲリオンZ（2015年7月5日初出演 - 複数回出演）
- 闘牌列伝 若手お笑い芸人祭り（2016年6月11日）
- パネェ!麻雀部 浜田ブリトニーと愉快な仲間たち（2016年9月8日、2016年11月10日）
- ベジータとカイジがレトロゲーム実況（2017年3月16日初出演 - 複数回出演）

## 舞台

### イベント
劇団アニメ座
- アニメ座VSシリーズ劇場版～アニメ座vsDB芸人～(ヨシモト∞ホール、2015年1月10日)
- 第3次 アニメ座vsDB芸人（新宿ロフトプラスワン、2016年2月26日）
- 第4次 アニメ座vsDB芸人(新宿ロフトプラスワン、2016年8月5日)
- 劇団アニメ座 ～逆襲のアニメ座～(よしもと西梅田劇場、2017年10月26日)

### DBナイト
- R藤本プレゼンツ「DBナイト」[29][30]（2012年6月8日 - ）
- 劇団アニメ座DB[31]（新宿シアターモリエール、2013年3月2日、2回公演）
- 劇団アニメ座DB超（ルミネtheよしもと、2017年11月23日）